# Sava, Litija
Sava este o localitate din comuna Litija, Slovenia, cu o populație de 253 de locuitori.